# باول شميت
باول شميت (بالألمانية: Paul-Otto Schmidt)‏ (و. 1899 – 1970 م) هو لغوي، وسياسي، ومترجم، ودبلوماسي ألماني، ولد في برلين، كان عضوًا في الحزب النازي، وكان عضوًا في شوتزشتافل، توفي في جموند أم تيغرنزيه، عن عمر يناهز 71 عاماً.

## روابط خارجية
- باول شميت على موقع مونزينجر (الألمانية)